# Уильямс, Джавонте
Джавонте Уильямс (англ. Javonte Williams; 25 апреля 2000, Уоллес, Северная Каролина) — американский футболист, раннинбек клуба НФЛ «Денвер Бронкос». На студенческом уровне выступал за команду университета Северной Каролины. На драфте НФЛ 2021 года был выбран во втором раунде.

## Биография
Джавонте Уильямс родился 25 апреля 2000 года в Уоллесе в Северной Каролине. Он учился в старшей школе Уоллес-Роуз Хилл. В составе её футбольной команды Уильямс играл на позиции раннинбека. В выпускной год он был признан самым ценным игроком финала чемпионата штата, в котором набрал 207 ярдов с двумя тачдаунами. В 2016 году он стал победителем чемпионата штата в составе команды школы в эстафете 4×100 метров. После окончания школы он поступил в университет Северной Каролины в Чапел-Хилле.

### Любительская карьера
В турнире NCAA Уильямс дебютировал в 2018 году. Он сыграл в одиннадцати матчах, выходя на поле на позиции раннинбека и в составе специальных команд. В 2019 году он принял участие в тринадцати играх, набрав 933 ярда с пятью тачдаунами. По среднему количеству выносных ярдов за игру и за попытку выноса Уильямс вошёл в десятку лучших бегущих конференции ACC.
В сезоне 2020 года Уильямс сыграл в одиннадцати матчах, набрав 1  140 ярдов на выносе. Суммарно он сделал 22 тачдауна, установив рекорд университета. По итогам года издание Pro Football Focus признало его Игроком года в конференции, а агентство Associated Press включило Уильямса в состав сборной звёзд ACC.

#### Статистика выступлений в NCAA
| Сезон | Команда                 | Игры | Приём | Приём | Приём | Приём | Вынос | Вынос | Вынос | Вынос |
| Сезон | Команда                 | Игры | Rec   | Yds   | Y/A   | TD    | Att   | Yds   | Y/A   | TD    |
| ----- | ----------------------- | ---- | ----- | ----- | ----- | ----- | ----- | ----- | ----- | ----- |
| 2018  | Норт Каролина Тар Хиллс | 11   | 8     | 58    | 7,3   | 0     | 43    | 224   | 5,2   | 5     |
| 2019  | Норт Каролина Тар Хиллс | 13   | 17    | 176   | 10,4  | 1     | 166   | 933   | 5,6   | 5     |
| 2020  | Норт Каролина Тар Хиллс | 11   | 25    | 305   | 12,2  | 3     | 157   | 1 140 | 7,3   | 19    |
| Всего | Всего                   | 35   | 50    | 539   | 10,8  | 4     | 366   | 2 297 | 6,3   | 29    |

### Профессиональная карьера
Перед драфтом НФЛ 2021 года аналитик сайта Bleacher Report Нейт Тайс оценивал Уильямса как второго бегущего класса, сравнивая его с Джошем Джейкобсом. Сильными сторонами игрока он называл его антропометрические данные, умение набирать ярды после контакта с защитником, хорошую работу ног, терпение, позволяющее выбрать наиболее подходящий для рывка момент, навыки чтения игры. К недостаткам Тайс относил ограниченность возможностей Уильямса при игре в пас и отсутствие опыта действий в сложных схемах нападения.
На драфте Уильямс был выбран «Денвером» во втором раунде под общим 35 номером. В июле он подписал с клубом четырёхлетний контракт на общую сумму 8,8 млн долларов. В НФЛ он дебютировал в матче первой игровой недели регулярного чемпионата против «Нью-Йорк Джайентс». Седьмого ноября Уильямс впервые в карьере набрал за игру более 100 ярдов выносом. Свой первый сезон в лиге он завершил с 903 набранными ярдами и четырьмя тачдаунами.
В первых четырёх матчах регулярного чемпионата 2022 года Уильямс набрал 204 ярда, действуя эффективнее чем его партнёр по бэкфилду Мелвин Гордон. В начале октября он получил разрыв крестообразных связок колена, после чего был вынужден пропустить оставшуюся часть сезона.

#### Статистика выступлений в НФЛ

##### Регулярный чемпионат
| Сезон | Команда        | Игры | Приём | Приём | Приём | Приём | Вынос | Вынос | Вынос | Вынос |
| Сезон | Команда        | Игры | Rec   | Yds   | Y/A   | TD    | Att   | Yds   | Y/A   | TD    |
| ----- | -------------- | ---- | ----- | ----- | ----- | ----- | ----- | ----- | ----- | ----- |
| 2021  | Денвер Бронкос | 17   | 43    | 316   | 7,3   | 3     | 203   | 903   | 4,4   | 4     |
| 2022  | Денвер Бронкос | 4    | 16    | 76    | 4,8   | 0     | 47    | 204   | 4,3   | 0     |
| Всего | Всего          | 21   | 59    | 392   | 6,6   | 3     | 250   | 1107  | 4,4   | 4     |